# Каховська волость
Каховська волость — історична адміністративно-територіальна одиниця Дніпровського повіту Таврійської губернії.
Станом на 1886 рік складалася з 7 поселень, 7 сільських громад. Населення — 3519 осіб (1802 чоловічої статі та 1717 — жіночої), 561 дворове господарство.
|                     | Площа, десятин | У тому числі орної, дес. |
| ------------------- | -------------- | ------------------------ |
| Сільських громад    | 6106           | 5065                     |
| Приватної власності | 74985          | 16597                    |
| Іншої власності     | 3240           | 1140                     |
| Загалом             | 83331          | 22802                    |

Найбільші поселення волості:
- Велика Каховка — село при річках Дніпро та Конка за 75 верст від повітового міста, 611 осіб, 99 дворів, православна церква, єврейський молитовний будинок, школа, 2 парових млина, 34 лавки, парова лісопильна машина, ковбасний завод, 4 лісових пристані, 4 постоялих двори, харчевня, 3 трактири, рейнський погріб, 2 винних склади, 2 ярмарки, базар. За 26 1/2 верст — поштова станція, трактир, постоялий двір. За 25 верст — монастир, школа, лікарня, готель, 5 православних церков. За 32 верст — скит, православна церква. За 30 верст — рибний завод.
- Британь — село при річці Конка, 872 особи, 132 двори, молитовний будинок, 3 лавки.
- Софіївка (Насауська) — село при Заплавній воді та Дурицькому ярі, 281 особа, 53 двори, православна церква.
- Чорненьке — село, 1081 особа, 186 дворів, православна церква, 2 лавки, паровий млин, цегельний завод, малярна.